# Egham
Egham (pronunciat /ˈɛɡəm/) és un municipi del Regne Unit, situat al comtat de Surrey, a la vora del riu Tàmesi. Administrativament pertany al districte de Runnymede borough. Forma part al conjunt de poblacions del cinturó de Londres (London commuter belt) i de l'àrea metropolitana (Greater London Urban Area). Es troba a l'oest de l'aeroport de Heathrow. Es pot considerar una ciutat universitària, ja que és on estan els edificis de la universitat de la capital, anomenats Royal Holloway.

## Localització
Egham limita amb els següents municipis: Staines-upon-Thames, Bagshot, Sunningdale, Englefield Green, Virginia Water, Windsor Great Park, Old Windsor i Windsor. L'àrea entre Egham i el centre de Staines-upon-Thames s'anomena Egham Hythe.
Al nord d'Egham està Wraysbury, la llar de l'Associació Británica d'Esquí Aquàtic per a Discapacitats. Al sud està Thorpe Park, un gran parc temàtic d'atraccions. També a prop d'Egham hi ha un altre indret d'esbarjo força conegut, l'hipòdrom d'Ascot.

## Història
Egham es va crear l'any 666, sorgida a l'entorn d'un monestir. Als monjos fundadors se'ls va donar una gran extensió de terres, entre les quals estava Ecga's Ham, que vol dir «el llogaret d'Ecga». Al Domesday Book, escrit l'any 1086, apareix escrit amb una altra versió del nom: Egeham. En aquest llibre consta que en aquell temps estava format per: 15 hides (1 hide= 120 acres) de terres per a construir, 12 camps de conreu, 120 acres de praderia (0,49 km²) i una ona boscosa amb un valor equivalent a 75 truges. Els beneficis que se n'obtenien eren dels més grans comparat amb altres territoris feudals: 30 lliures i 10 xíling per any.
L'Egham anterior al segle xix tenia una extensió molt superior, 30 km² repartits entre els comtats de Berkshire i Surrey. Constava de 8 partides, cadascuna d'elles amb nuclis poblats; Egham (pròpiament dit), Egham Hill, Coopers Hill, Englefield Green, Virginia Water, Shrubs Hill, Runnymede, Egham Hythe, més una considerable porció del gran parc de Windsor (Windsor Great Park). Tot aquest territori es va dividir en quatre tithing (un tithing era una zona administrativa equivalent a deu hundred):
- Hythe (els límits d'aquesta zona coincideixen amb l'actual Egham Hythe).
- Town (el nucli urbà d'Egham).
- Strode, també escrit Stroude, (els límits actuals són inferiors als que va tenir).
- Englefield, (els seus límits coincideixen actualment amb Englefield Green i part de Virginia Water).

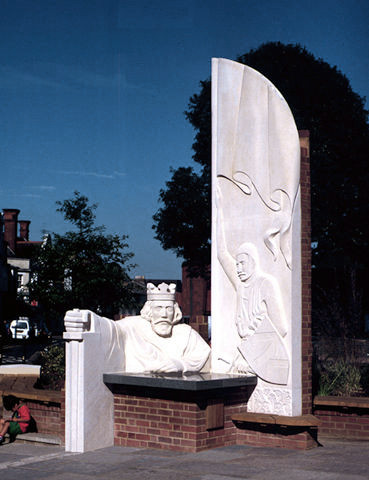
Monument a la Carta Magna.

La casa pairal d'Egham incloïa la propietat de Runnymede, el 1215 va passar a ser administrada per l'abadia de Chertsey i després de la dissolució del monestirs (1540) va ser propietat de la Corona que la va confiar a diversos tenidors. En el prat de Runnymede es va redactar la Carta Magna el 1215. Al centre de la ciutat s'ha erigit un monument commemoratiu amb la figura del rei Joan sense Terra.
Temps enrere a Egham se celebraven curses de cavalls, al prat de Runnymede, però això interferia amb la llei d'espais públics (Inclosure Act54 G. III, c. 153) del 1814 i es va haver de canviar de lloc cada any. El 1836 va presidir i va participar en les curses el rei Guillem IV. El 1884 van deixar de celebrar-se curses.
Hi havia un grup de partides d'Eghart que actualment pertanyen a Viginia Water: Egham Manor and Park, Egham Wick, Kenwolde Court, Markwood, Kingswood i Alderhurst, que durant un temps va ser la llar de lord Thring.
Durant la segona guerra mundial, l'escriptor i il·lustrador nord-americà Theodor Seuss Geisel, va passar una temporada vivint a Egham mentre feia els dibuixos per la pel·lícula d'animació Your Job in Germany, però no es trobava a gust residint aquí, malgrat els esforços del seu amic el sergent Sam Beckinsale, per fer-li amena l'estada. Tant és així que conten que quan un dia parlaven de la intensitat del verd del paisatge va replicar "a mi no m'agrada el to verd d'Egham", acudit que va explicar en el seu llibre infantil Green eggs and Ham («Ous verds amb pernil»).
Al segle xxi, el municipi ha sortit diverses vegades a les notícies: el 2007 a causa d'haver-se detectat un cas de la febre aftosa del bestiar. El desembre del 2008, Egham va estar al centre d'una controvèrsia deguda al possible impacte del tràfic que causaria la nova cruïlla a 3 nivells que es construiria segons el projecte d'enllaçar l'aeroport de Heathrow amb Londres per ferrocarril, projecte que finalment es va cancel·lar. Els anys 2013 i 2014 la notícia van ser les pluges intenses que van causar desbordament del riu i inundacions.
El juny del 2015 es va erigir una estàtua dedicada a la reina Elisabet II, obra de l'escultor Jammes Butler.

## Economia
A Egham hi ha un centre d'investigació de la companyia nord-americana de béns de consum Procter & Gamble, propietària de la companyia petroliera Shell. Aquesta empresa dona treball a unes 550 persones d'Egham, que col·laboren en diferents seccions: perfumeria, bellesa i salut; que surten al mercat sota les marques: Hugo Boss, Olay i Vicks. El maig del 2012 la companyia Procter & Gamble va anunciar que tenia previst reduir 125 llocs de treball. Altres empreses destacades són la HCL AXON (relacionada amb la tecnologia de la informació), la Belron (filial d'Autoglass), l'EMEA - Future Electronics (fabricant i distribuïdora de components electrònics), i la seu d'Enterprise Rent-a-Car. A Egham està, a més, la seu de CAB International Europe UK, una empresa que investiga amb formes naturals de combatre les plagues que fan malbé els conreus i que manté una de les col·lecció més grans de microorganismes.
Egham i el seu districte de l'est, Egham Hythe, té relació amb la història dels cotxes esportius. L'empresa Ferrari va estar aquí, també Lagonda (fabricants dels Aston Martin). Actualment encara hi ha representants de Ferrari, Maserati, i Porsche.
Una altra font d'ingressos econòmics és la zona educativa Royal Holloway, que és una secció de la Universitat de Londres.
A la ciutat d'Egham hi ha diversos pubs tradicionals molt visitats: The Foresters, The Crown, The Monkey's Forehead i The Red Lion. L'Spring Rise és la zona de bars de la ciutat on se'n celebren tres fires a l'any de cervesa i sidra (Real Ale Festival).
Egham té un petit museu que està situat a l'edifici del Literary Institute.

## Població i habitatges
Els estudis realitzats sobre la població i el tipus d'habitatge que fan servir donen aquesta informació:
En el cens del 2011 hi havia 6.384 persones i 2.709 habitatges, el 6,384% en són propietaris i el 29,6% estan pagant un préstec per adquirir l'habitatge on viuen. La proporció de persones que són propietaris de la casa on viuen és inferior a la mitjana de la regió, 35,1%, la mitjana dels que paguen hipoteca a la regió és de 32.5%, mentre que la resta viuen de lloguer.
Els tipus d'habitatge són:
- unifamiliar : 500
- adossat: 932
- amb jardí: 438
- pisos: 836
- caravana : 1
- propietat compartida: 2